# دشت اوباتو
دشت اوباتو (به کردی:بان هه‌وه‌توو) مرتفع‌ترین دشت ایران و خاورمیانه است (ارتفاع ۲۰۰۰ تا ۲۴۹۰ متر) که در استان کردستان در غرب کشور قرار دارد.
دشت اوباتو بزرگ‌ترین دشت استان کردستان است که در شمال این استان در محدوده شهرستان‌های دیواندره، سقز و بیجار قرار گرفته است.
دشت اوباتو سردترین نقطه کشور است، به گونه ای که شهرهای زرینه اوباتو و دیواندره که در این دشت واقع شده‌اند رتبه‌های اول و دوم سردترین شهرهای کشور را دارا می‌باشند.

## ارتفاع دشت اوباتو
این دشت ارتفاعی بین ۲۰۰۰ تا ۲۴۹۰ متر را دارد که مرتفع‌ترین نقطه آن گردنه معروف کلکه جار اوباتو می‌باشد که ۲۴۹۰ متر ارتفاع دارد و سخت‌ترین و برف گیرترین گردنه کشور است به نحوی که ۸ ماه از سال دارای برف و کولاک شدید و یخبندان است.

## مساحت دشت اوباتو
دشت اوباتو مرز بین کردستان و آذربایجان غربی است که با مساحت ۲۱۰۵ کیلومتر مربع ۷/۲ درصد از مساحت استان کردستان را در بر می‌گیرد.
دشت اوباتو در محدوده شهرستان‌های دیواندره، سقز و بیجار قرار گرفته است، این دشت ۵۲/۲ درصد از مساحت شهرستان دیواندره، ۵ درصد از مساحت شهرستان بیجار و ۴/۵ درصد از مساحت شهرستان سقز را در بر می‌گیرد.

## کشاورزی در دشت اوباتو
دشت اوباتو از مراکز اصلی تولید گندم و نخود دیم و دامداری در استان کردستان و کشور است که به سرزمین گندم هم معروف است.
۳۱ درصد کل گندم استان کردستان و ۴ درصد گندم کشور را دشت اوباتو تأمین می‌کند.

## گونه‌های جانوری دشت اوباتو
دشت اوباتو محل زندگی انواعی از گونه‌های جانوری است مانند:انواع پرندگان، خزندگان (مار)، گرگ خاکستری، خرس، کفتار، شغال، روباه، گربه وحشی، پلنگ ایرانی، انواع عقاب‌ها، کبک، خرگوش، آهو، بزکوهی، گراز و … که با محیط سرد و خشن اوباتو سازگار شده‌اند.
همچنین به دلیل سردی زیاد و برفی بودن، این دشت محل زندگی تعداد زیادی گرگ خاکستری است که در سراسر این دشت پراکنده‌اند.

## منطقه شکار ممنوع زرینه دشت اوباتو
منطقه شکار ممنوع زرینه اوباتو Zarineh Obato hunting prohibited region که در زبان کردی به آن «زه‌رینه هه‌وه‌توو» می‌گویند، در بخش کرفتو شهرستان دیواندره کردستان و در ۱۲۵ کیلومتری جاده سنندج به سقز قرار دارد و از لحاظ زیست‌محیطی از مناطق ارزشمند و خوش آب و هوای دیواندره به‌شمار می‌رود که در آن گونه‌های جانوری مختلفی زندگی می‌کنند و محل رویش گونه‌های گیاهی نادر است. جالب است بدانید که این منطقه با ارتفاع ۲۲۰۰ متر از سطح دریا جزء نقاط مرتفع و سرد ایران به حساب می‌آید. مساحت منطقه شکار ممنوع زرینه اوباتو حدود ۲۴۰۰۰ هکتار است و بیشتر مساحت آن زیر کشت گندم است. زرینه اوباتو با داشتن چشم‌اندازهایی بی نظیر از مراتع سرسبز و کوهستان‌های مرتفع، مکانی عالی برای استراحت و تجدید قوا به خصوص در تعطیلات و آخر هفته‌ها محسوب می‌شود.
از گونه‌های نادر جانوری که در منطقه شکار ممنوع زرینه اوباتو نیز زندگی می‌کند، میش مرغ با نام علمی Otis tarda نام دارد که از بزرگ‌ترین پرندگان ایران به‌شمار می‌رود و در فهرست قرمز اتحادیه جهانی حفاظت در طبقه آسیب‌پذیرها (VU) قرار گرفته است، همچنین این پرنده در ایران از سوی سازمان حفاظت محیط زیست جزء حیوانات «حمایت شده» اعلام گردید. این پرنده زیبا و ارزشمند در فصول بهار، تابستان و پاییز در این منطقه دیده می‌شود و گاهی نیز جوجه آوری در بین آنها صورت می‌گیرد. مزارع نخود از مهم‌ترین جاهایی است که مرغ میش‌ها در آن تخم‌گذاری می‌کنند و متأسفانه برخی کشاورزان بدون آگاهی با جمع‌آوری تخم‌ها و جوجه‌ها یا جابه‌جا کردن آنها خسارت زیادی به جمعیت گونه مرغ میش‌ها می‌زنند. به‌طور کلی، هرچه از شمال غربی ایران به سمت غرب می‌رویم از تعداد میش مرغ‌ها کاسته می‌شود؛ یعنی دشت‌های آذربایجان بیش از دشت‌های کردستان، کرمانشاه و همدان میش مرغ‌ها را در خود جای داده و می‌دهد. میش مرغ از پرندگان نادر ایران در سال ۱۳۴۶ از سوی کانون شکار و صید آن زمان و سازمان حفاظت محیط زیست فعلی «حمایت شده» اعلام شد. از مهم‌ترین محل‌های تجمع و تخمگذاری میش مرغ‌ها در ایران دشت‌های اطراف شهرستان بوکان است که جمعیت قابل توجهی از میش مرغ‌ها را حمایت می‌کند. علاوه بر مرغ میش، پرندگانی نظیر درنا، کوکر شکم سیاه، کبوتر چاهی، دلیجه و غیره نیز در این منطقه زندگی می‌کنند.

## گیاهان دارویی دشت اوباتو
دشت اوباتو به بهشت گیاهان دارویی معروف است و تعداد زیادی از انواع گیاهان دارویی در این دشت وجود دارد که در فصل بهار روییده می‌شوند و مورد استفاده مردم منطقه قرار می‌گیرند.